# Каралар-е-Лотфаллах
Каралар-е-Лотфаллах (перс. قرالرلطف الله‎) — село в Ірані, входить до складу дехестану Південний Назлуй у Центральному бахші шахрестану Урмія провінції Західний Азербайджан.